# Exactitud
En ingeniería, ciencia, industria y estadística, se denomina exactitud a la capacidad de un instrumento de acercarse al valor de la magnitud real. La exactitud es diferente de la precisión.
La exactitud depende de los errores sistemáticos que intervienen en la medición, denotando la proximidad de una medida al verdadero valor y, en consecuencia, la validez de la medida.
Suponiendo varias mediciones, no estamos midiendo el error de cada una, sino la distancia a la que se encuentra la medida real de la media de las mediciones (cuán calibrado está el aparato de medición).
Esta cualidad también se encuentra en instrumentos generadores de magnitudes físicas, siendo en este caso la capacidad del instrumento de acercarse a la magnitud física real.
Exactitud es la cercanía del valor experimental obtenido, con el valor exacto de dicha medida. El valor exacto de una magnitud física es un concepto utópico, ya que es imposible conocerlo sin incertidumbre alguna.
Por ejemplo, si leemos la velocidad del velocímetro de un auto, esta tiene una precisión de 3 cifras significativas y una exactitud de 5 km/h.
Desde la aparición de la Guia para expresar incertidumbres de medida (GUM: JCGM-100 de la BIPM) algunos de los conceptos anteriores han sido revisados y el "error absoluto" no se considera medible ni estimable, desaconsejándose el uso de dicho término, pues el mensurando en ninguna manera puede ser conocido. Ver Incertidumbre (metrología)